# Gymnomyza viridis
Papa-mel-de-bico-amarelo ou papa-mel-grande-de-bico-amarelo (Gymnomyza viridis) é uma espécie de ave da família Meliphagidae.
É endémica de Fiji.
Os seus habitats naturais são: florestas subtropicais ou tropicais húmidas de baixa altitude e regiões subtropicais ou tropicais húmidas de alta altitude.
Está ameaçada por perda de habitat.